# Anténa Kulikov

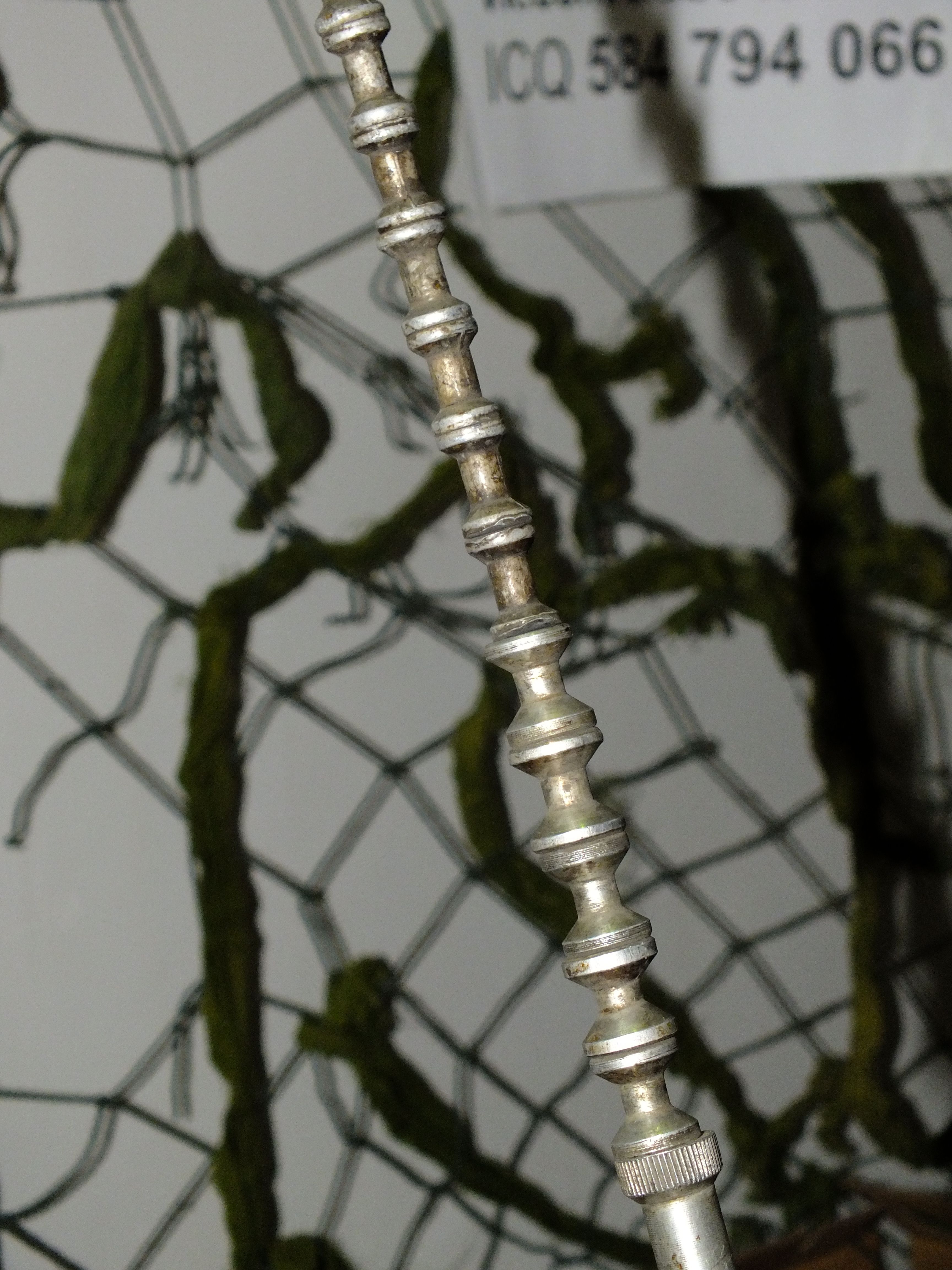
Struktura antény Kulikov

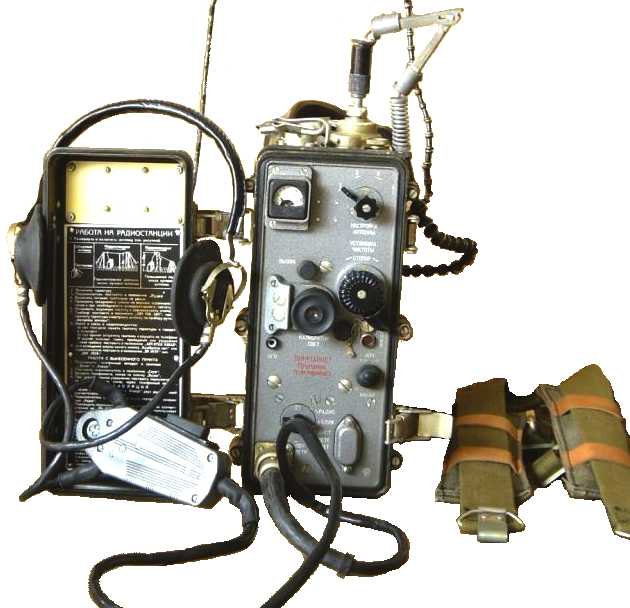
Anténa Kulikov v před napnutím do pracovní polohy na radiostanici R-105M (nahoře)

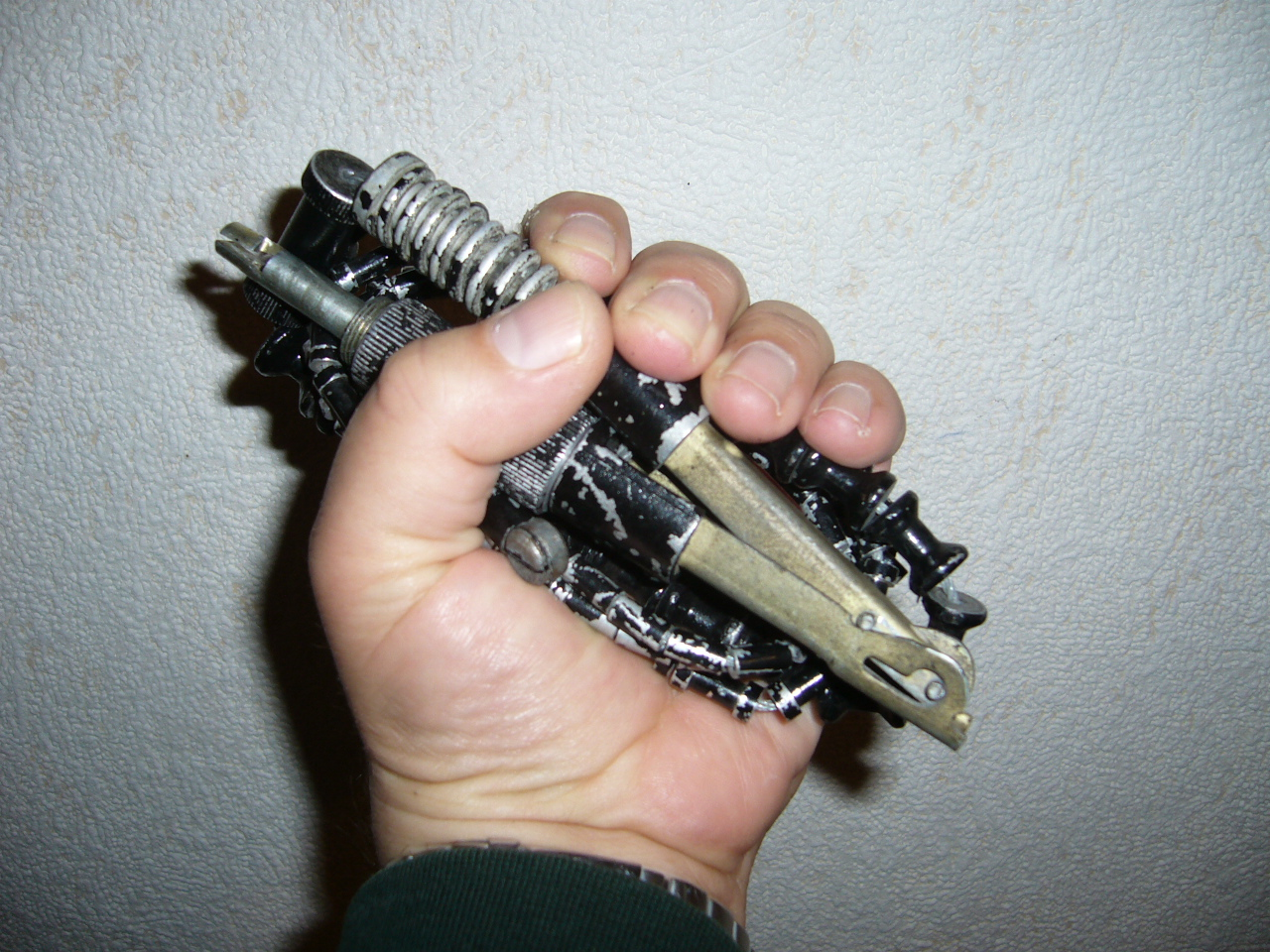
Smotaná anténa Kulikov

Anténa Kulikov (článková anténa, hovorově „Kulikovka“) je skládací prutová anténa určená pro použití s přenosnými a automobilovými radiostanicemi. Pojmenována po svém vynálezci Sergeji Alexejeviči Kulikovovi.

## Popis
Anténa Kulikov je tvořena řadou malých profilovaných hliníkových korálků navlečených na ocelovém lanku. Horní konec lanka je upevněn ve špičce antény, spodní konec je připojen k jednoduchému napínacímu mechanismu tvořenému kloubem a opatřen konektorem pro připojení k radiostanici. Při napnutí kabelu se korálky stlačí k sobě a utvoří pevný avšak pružný a elektricky vodivý prut, který snese dosti velké příčné zatížení: otřesy při pohybu, rány od větví, nápor větru atd. Po uvolnění napnutí lanka lze anténu srolovat do malého a skladného kroužku. Anténa se připojuje přímo k tělu radiostanice nebo do držáku na boku vozidla. Délka antény je obvykle od 1 do 2 m (např. u radiostanic řady R-105 je anténa dlouhá 1,5 m).

## Použití
Anténa Kulikov byla široce používána v sovětských vojenských a civilních komunikačních zařízeních. Bylo jí vybaveno mnoho vojenských přenosných HF a VHF radiostanic jako např. R-104, R-105, R-107M, R-126, R-159, nebo přijímač R-311 a mnoho jiných.